# Claudi Alsina
Claudi Alsina Català (Barcelona, 30 de enero de 1952) es un matemático español. En 2024 recibió la Creu de Sant Jordi de la Generalidad de Cataluña.

## Biografía
Doctorado en Matemáticas en la Universidad de Barcelona y con estudios de postgrado en la Universidad de Massachusetts, es especialista en ecuaciones funcionales, visualización, educación matemática, lógica difusa, geometría de Gaudí, metrología catalana y en la divulgación de las matemáticas. Catedrático de Matemáticas de la Universidad Politécnica de Cataluña, jubilado en 2016.
Ha publicado más de 50 libros y más de 200 artículos de investigación y otros 200 de educación, y ha impartido más de 1.000 conferencias en todo el mundo. También ha dirigido 16 tesis doctorales. En la Generalidad de Cataluña ha sido Secretario General del Consejo Interuniversitario de Cataluña, (2011-2016), Vocal del Consejo Superior de Evaluación del Sistema Educativo (2007-2013), director general de Universidades (2002-2003) y Coordinador de las PAU de Cataluña (2000-2002). Fue miembro fundador de la gestora y primer vicerrector académico de la Universidad Abierta de Cataluña (1994-1996) y actuó como delegado nacional en la Unión Matemática Internacional y en la Comisión Internacional de Educación Matemática (1986-1998). En 1999, recibió la Distinción Jaume Vicens Vives en la Calidad Docente Universitaria de la Generalidad de Cataluña.
En 2023 la Federación de Entidades para la Enseñanza de las Matemáticas en Cataluña impulsó una campaña para pedir a la Generalidad de Cataluña la concesión a Alsina de la Cruz de Sant Jordi.